# Зачерёмушный
«Зачерёмушный» — микрорайон в городе Рыбинске Ярославской области. Второе часто употребляемое название — «Полиграф». Историческое название микрорайона — «Зачеремха».

## Расположение
Микрорайон расположен юго-восточнее городского центра. С запада и юга ограничен рекой Черёмухой. С севера граница проходит по магистральным железнодорожным путям (перегон Рыбинск-Товарный — Рыбинск-Пассажирский). С востока упирается в Черемховскую промзону, приблизительная граница — улица Луговая.

## История
Первые постройки на территории «Зачерёмушного», или как тогда говорили «Зачеремхи», появились ещё в XIX веке — это второй по возрасту городской микрорайон после Центра города. В 1878 году был построен пивоваренный завод Дурдина «Богемия», работающий и в настоящее время. В здании пивзавода сейчас расположен бар «1878», получивший своё название в честь года основания завода.
В 1916 году в Рыбинск было эвакуировано предприятие «Феникс», на котором в 1931 году была выпущена первая отечественная печатная машина «Пионер». Дальнейшая судьба микрорайона тесно связана с ним: это предприятие стало Рыбинским заводом полиграфических машин, или сокращенно заводом «Полиграфмаш» (ныне ООО «Литэкс»), который выпускал большинство полиграфического оборудования в СССР. Проживать здесь стали в основном работники этого завода, а за микрорайоном закрепилось название «Полиграф», которое употребляется гораздо чаще, чем название «Зачерёмушный».
В микрорайоне до недавнего времени находилась знаменитая спичечная фабрика «Маяк», снабжавшая спичками практически всю Россию. В 1990-х годах фабрика была признана банкротом, закрыта и в настоящее время не существует.

## Застройка

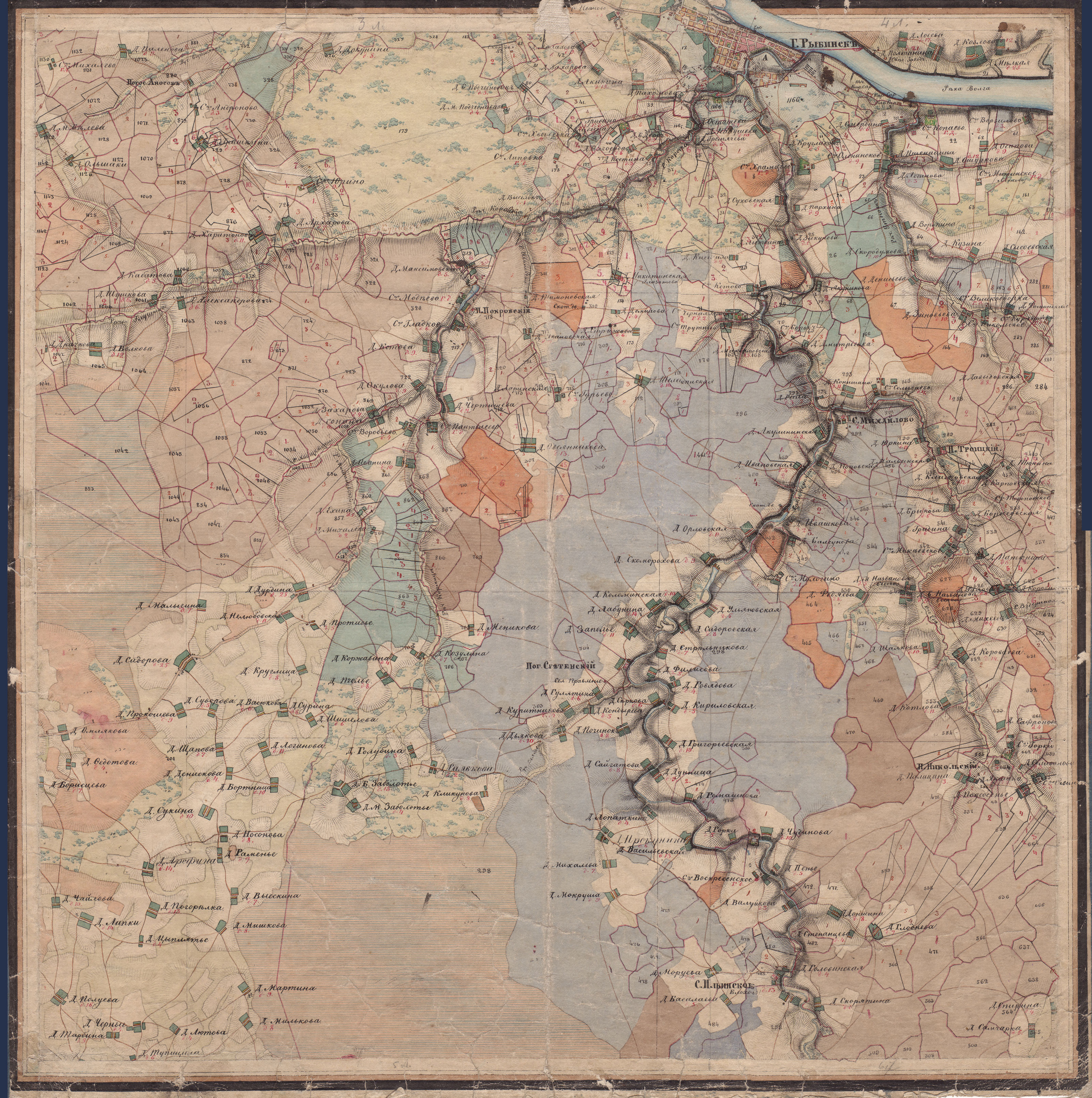
Рыбинск и его южные окрестности, из «Атласа Ярославской губернии» 1858 года

«Зачерёмушный» является вторым по возрасту микрорайоном Рыбинска после городского центра. Строительство в «Зачерёмушном» велось еще в 19 веке. С тех времен сохранилась четкая прямоугольная планировка с квадратными кварталами и была продолжена застраиваться в сталинское время. Улицы микрорайона вытянуты практически точно вдоль направлений север-юг и запад-восток.
Современный «Зачерёмушный» формировался постепенно, начиная с 1930-х годов. В микрорайоне присутствует застройка всех периодов: отдельные дореволюционные здания, довоенные и послевоенные сталинки, хрущевки, многоэтажные кирпичные и панельные дома улучшенной и новой планировки.
Сталинские дома в основном представлены 3-4-этажными послевоенными зданиями, имеется 5-этажный довоенный дом из красного кирпича. Широко распространенных в Рыбинске двухэтажных типовых сталинок в «Зачерёмушном» практически нет.
Хрущевки представлены стандартными для Рыбинска сериями: кирпичной 1-447 и панельной 1-464. Присутствуют улучшенные брежневские версии домов серии 1-447С: пятиэтажные 1-447С-3х, девятиэтажные многосекционные 1-447С-47/48/49, девятиэтажная башня 1-447С-26. «Позднебрежневские» дома новой планировки представлены 5-этажными и 9-этажными домами: панельными серии 111-121 и кирпичными серии 114-85.
С 2015 года в микрорайоне планировалось строительство монолитного жилого комплекса «НОВА-Покровский», однако проект не был реализован. Впоследствии на этом месте был построен комплекс пятиэтажных кирпичных домов.
Особенностью застройки микрорайона является то, что дома разных эпох «перемешаны» и распределены по всему микрорайону.

## Инфраструктура

### Административные здания
В микрорайоне находится здание Администрации городского округа города Рыбинска. Рядом с ним — отделение связи.

### Социальные объекты
В «Зачерёмушном» находятся: 3 детских сада, школа № 32, ПУ № 20, Рыбинский полиграфический колледж и Рыбинское речное училище — филиал ВГУВТ. Из медицинских учреждений в микрорайоне находятся: Рыбинская городская больница № 2 им. Пирогова, инфекционная больница, травмопункт и бюро медико-социальной экспертизы. В центре микрорайона находится Дворец культуры «Полиграфмаш».

### Торговые и развлекательные учреждения
Благодаря удобному расположению и хорошей транспортной доступности на «Полиграфе» находится много торговых учреждений. В частности, на улице Горького, возле пересечения с улицей Бори Новикова, располагается крупный торговый центр «Космос». В микрорайоне находятся продуктовые универсамы и супермаркеты сетей «Пятёрочка», «АТАК», «Дружба», «Верный», «Магнит» и «Лидер».

## Транспорт
Микрорайон обладает хорошей транспортной доступностью: через него проходит магистраль общегородского и транзитного значения — улица Максима Горького, на севере выходящая на развязку с улицей Герцена, далее — через Соборную площадь идущая по Рыбинскому мосту через Волгу на левый берег, откуда лежит путь в Пошехонье и далее в Череповец (Р104), а также в Тутаев и Ярославль по левому берегу. От улицы Горького, пересекающей железную дорогу у городской транспортной развязки (виадука), начинается улица Орджоникидзе. Она переходит в Ярославский тракт и дорогу Рыбинск-Ярославль (Р151).
На юге микрорайона улица Максима Горького от моста через реку Черемуха переходит в проспект генерала Батова (сама улица Горького при этом продолжается вдоль реки Черемухи в юго-восточном направлении), который выходит на городскую окружную дорогу и далее ведет в поселок Кстово.
Через микрорайон следуют большинство автобусов (№ 1, 2, 3, 10, 15, 17, 25, 33, 107, 108, 114, 116, 179, 180) и все троллейбусы (№ 1, 3, 4, 5, 6) города. В центр микрорайона заходят: автобус № 2, 33 (при движении в сторону центра города), троллейбусы № 1, 4, 5.

## Достопримечательности

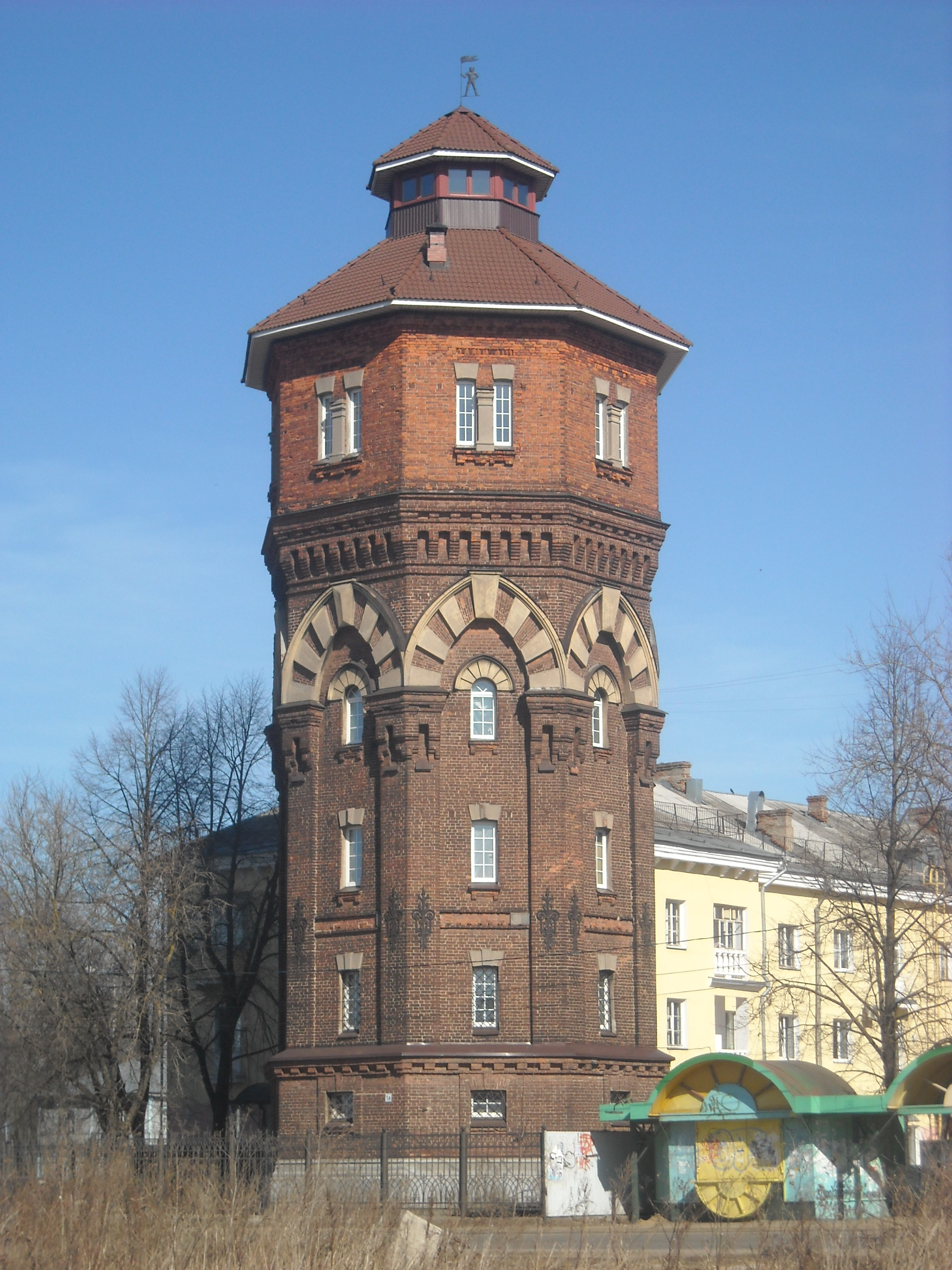
Водонапорная башня (1901 г., арх. В. Нильсен)

В микрорайоне находится Церковь Тихона Задонского, построенная в 1882 году и вновь открытая после реставрации в 1997.
В микрорайоне сохранились дореволюционные промышленные постройки. В западной части микрорайона расположен действующий пивоваренный завод Дурдина «Богемия» — здание из красного кирпича, хорошо заметное с улицы Горького. На перекрестке улиц Куйбышева и Орджоникидзе расположена кирпичная водонапорная башня, построенная в 1901 году по проекту Виктора Нильсена (в 1910 году Нильсен построил аналогичную башню в Мариуполе). 
Между улицами Куйбышева и Максима Горького находится памятник — баллистическая ракета Р-11 (8К11) на каменном постаменте.
В микрорайоне располагается мемориальный Дом-музей академика А. А. Ухтомского.
У входа на завод «Полиграфмаш» ранее стоял памятник Ленину, но в 2012 году был демонтирован.